# Marmolejo, Mexiko
Marmolejo är en ort i Mexiko.   Den ligger i kommunen San Carlos och delstaten Tamaulipas, i den centrala delen av landet, 600 km norr om huvudstaden Mexico City. Marmolejo ligger 547 meter över havet och antalet invånare är 222.
Terrängen runt Marmolejo är varierad. Runt Marmolejo är det mycket glesbefolkat, med 2 invånare per kvadratkilometer. Närmaste större samhälle är El Gavilán, 8,1 km norr om Marmolejo. I omgivningarna runt Marmolejo växer huvudsakligen savannskog.